# Rosa foetida
Rosa foetida é uma espécie de rosa, nativa dos pés da cordilheira do Cáucaso, na Geórgia. Ela tem flores amarelas com um cheiro ativo que muitos consideram repugnante; daí o nome da espécie. Embora abundante fora da área de incidência (e.g. Grã-Bretanha e América), ela é particularmente suscetível ao fungo Diplocarpon rosae.